# Pardosa takahashii
Pardosa takahashii là một loài nhện trong họ Lycosidae.
Loài này thuộc chi Pardosa. Pardosa takahashii được Kendo Saito miêu tả năm 1936.

## Hình ảnh

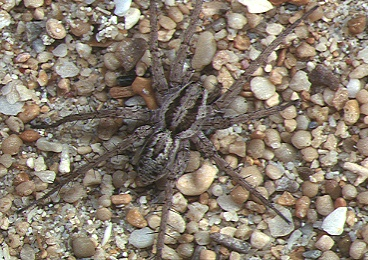